# 19447 Джесікаперл
19447 Джесікаперл (19447 Jessicapearl) — астероїд головного поясу, відкритий 31 березня 1998 року.
Тіссеранів параметр щодо Юпітера — 3,583.